# Швебиш Хал
Швебиш Хал (на немски: Schwäbisch Hall; Hall) е град в североизточен Баден-Вюртемберг, Германия с 39 328 жители (към 31 декември 2016). От 1802 до 1934 г. официално се казва Хал, името се употребява и днес. От 1 октомври 1960 г. е „голям окръжен град“ (Große Kreisstadt).
Намира се на солния извор в долината на река Кохер и на ок. 37 km източно от Хайлброн и 60 km североизточно от Щутгарт.
През 1280 г. градът е издигнат от Рудолфх I фон Хабсбург на имперски свободен град.